# Валя-Дилжій
Валя-Дилжій (рум. Valea Dâljii) — село у повіті Хунедоара в Румунії. Входить до складу комуни Риу-де-Морі.
Село розташоване на відстані 279 км на північний захід від Бухареста, 40 км на південь від Деви, 131 км на схід від Тімішоари.

## Населення
За даними перепису населення 2002 року у селі проживали 289 осіб, усі — румуни. Усі жителі села рідною мовою назвали румунську.